# Browndog-Affäre

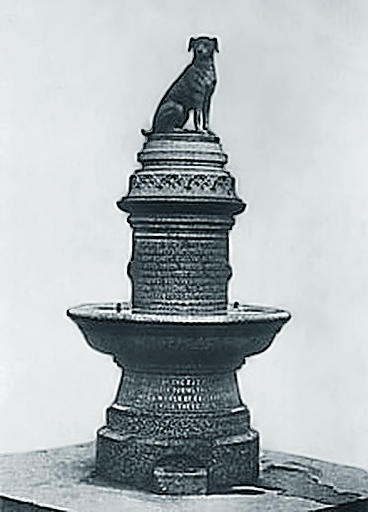
Die Statue des Brown-Dog wurde 1906 in Battersea errichtet. Während der Brown-Dog-Unruhen wurde sie 1910 entfernt. 1985 wurde dem Browndog in Battersea Park eine neue Statue gewidmet.

Die Brown Dog affair (en: Brauner-Hund-Affäre) war eine politische Kontroverse um Eingriffe an lebenden Tieren zu wissenschaftlichen Zwecken (Vivisektion) im Eduardischen England (1902–1910). Londoner Seminare für Medizin wurden von einer Gruppe schwedischer Antivivisektionistinnen infiltriert, und es gab mehrere Straßenschlachten zwischen Medizinstudenten und der Polizei. Die Royal Courts of Justice (der Königliche Gerichtshof) verhandelte wegen mehrerer Verleumdungsklagen und eine Royal Commission (ein Königlicher Untersuchungsausschuss) wurde einberufen, um die Rechtmäßigkeit der Verwendung von Tieren in Experimenten zu prüfen. Die Affäre polarisierte sowohl unter Akademikern als auch die restliche englische Bevölkerung.
Ausgelöst wurde sie im Februar 1903 durch den Vorwurf, William Bayliss habe am Department of Physiology des University College London eine illegale Sektion eines braunen Terriers vorgenommen – nach eigenen Angaben unter ordnungsgemäßer Narkose, nach Angaben der Antivivisektionisten bei vollem Bewusstsein. Die Anti-Vivisection Society verurteilte das Vorgehen als ein grausames Unrecht. Bayliss, dessen Forschungen an Hunden einen zentralen Beitrag zum Verständnis von Hormonen leisteten, führte vor Gericht erfolgreich eine Verleumdungsklage.
Die Tierrechtler errichteten in Reaktion auf das Urteil 1906 eine bronzene Statue des Hundes in Battersea. Die medizinische Fakultät, insbesondere die Studenten, fühlten sich provoziert durch die Inschrift:

„Männer und Frauen von England, wie lang sollen diese Dinge andauern?“

Die Statue fiel mehrfach Vandalen zum Opfer und wurde daraufhin zeitweise rund um die Uhr bewacht, um Aktionen der so genannten Anti-doggers zu verhindern. Am 10. Dezember 1907 marschierten derer 1000 durch die Londoner Innenstadt und stießen unter gewaltsamer Eskalation mit Suffragetten, Gewerkschaftern und ca. 400 Polizisten am Trafalgar Square zusammen. Es kam auch in der Folgezeit wiederholt zu ähnlichen Straßenschlachten, die als die Brown Dog riots (Brauner-Hund-Unruhen) bekannt wurden.
Unter dem Druck der Kontroverse wurde die Statue 1910 vom Bezirksrat insgeheim entfernt, dessen Angabe nach unterstützt von einer Petition mit 20.000 Unterzeichnern. Eine neue Statue wurde 1985 im Battersea Park errichtet.

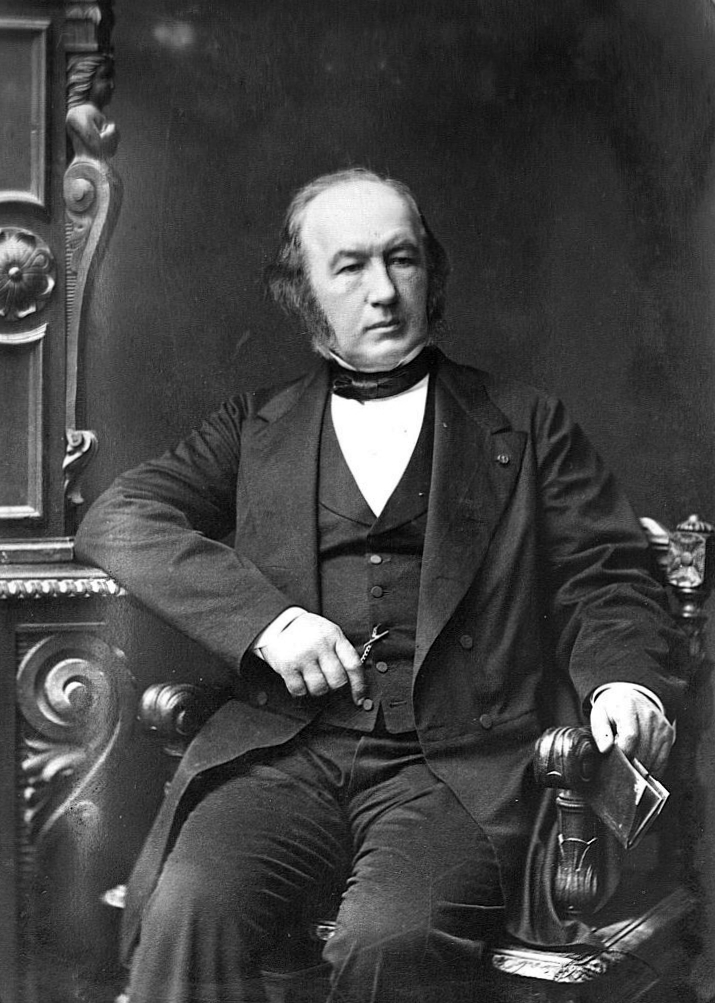
links Die Wissenschaft des Lebens ist eine blendend strahlende Halle, die man nur betreten kann, indem man eine lange, garstige Küche durchschreitet.

„Die Wissenschaft des Lebens ist eine blendend strahlende Halle, die man nur betreten kann, indem man eine lange, garstige Küche durchschreitet.“

## Politischer Hintergrund
Walter Gratzer, Professor für Biochemie am King’s College, berichtet von einer starken Opposition zur Vivisektionspraxis in England während der Herrschaft von Königin Victoria, gleichermaßen im House of Commons wie im House of Lords vertreten. Anders als heute schloss der Begriff Vivisektion das Sezieren von lebendigen Tieren, mit oder ohne Betäubung, üblicherweise zur Ausbildung von Medizinstudenten, ein.

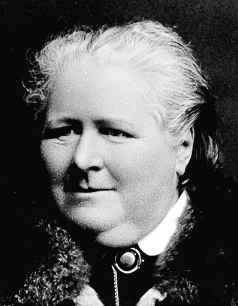
Frances Power Cobbe gründete 1875 den britischen Landesverband der Anti-Vivisection Society.

 Nach Gratzer wurden mehrere bekanntere Chirurgen, wie etwa Claude Bernard, Charles Richet, Michael Foster oder Burdon Sanderson für ihre Arbeiten kritisiert. Insbesondere Bernard war mehrfach Ziel gewaltsamen Protestes, auch aus seiner eigenen Familie.
Im Dezember 1875 gründete Frances Power Cobbe die British National Anti-Vivisection Society (NAVS, etwa: Britische Gesellschaft gegen die Vivisektion). Zu der Zeit wurden im Vereinigten Königreich etwa 300 Tierexperimente jährlich durchgeführt. Bereits im Juli erreichte eine weniger organisierte Opposition die Einberufung einer Royal Commission, welche der Regierung Gesetzesvorschläge unterbreitete. Eine zweite Kommission wurde 1906 aufgrund der Brown Dog affair einberufen. Die erste Kommission unterbreitete den Cruelty to Animals Act 1876, (etwa: Gesetz gegen Grausamkeit an Tieren) der die bis hin rechtlich nicht betrachtete Praxis legalisierte, sie aber auch Regularien unterwarf. Die NAVS kritisierte ihn als schändlich, jedoch gut betitelt. Das Gesetz blieb über 110 Jahre hinweg in Kraft und wurde vom Animals (Scientific Procedures) Act 1986 (etwa: Gesetz zu Tieren in akademischen Unternehmungen) abgelöst, der von der modernen Tierrechtsbewegung ähnlich kritisiert wird.
Der Cruelty to Animals Act legte fest, dass man Forscher nicht wegen Grausamkeiten verfolgen könne, jedoch Tiere in den Experimenten betäubt werden müssten, lediglich einmal verwendet werden dürften und nach dem Experiment zu töten wären. Diese Einschränkungen galten unter dem Vorbehalt, dass der erfolgreiche Ausgang des Experimentes durch sie nicht gefährdet werden dürfte. Eine Strafverfolgung unter dem Gesetz war nur mit der Zustimmung des Home Secretary, damals Aretas Akers-Douglas, 1. Viscount Chilston, möglich.

## Experimente von Starling und Bayliss
Im frühen zwanzigsten Jahrhundert untersuchten Ernest Starling und sein Schwager William Bayliss eine These von Ivan Pavlov über Wechselwirkungen zwischen dem Nervensystem und dem Pankreas mit Hilfe der Vivisektion.
Bekannt war, dass erhöhte Säurekonzentration im Duodenum und Jejunum die Produktion von Verdauungssekreten förderte. Indem sie duodenale und jejunale Nerven durchtrennten, jedoch die Blutversorgung intakt ließen und geringe Säuremengen beifügten, entdeckten sie, dass die Reaktion durch einen chemischen Reflex, unabhängig von neuronalen Wechselwirkungen, stattfindet. Den chemischen Botenstoff nannten sie Secretin.
Ausgehend von ihren Experimenten prägte Starling 1905 den Begriff Hormon für solche Stoffe, die ähnliche Steuerungsprozesse vermitteln. Bayliss und Starling haben 1899 auch die Peristaltik anhand von Experimenten mit Vivisektion beschrieben.

## Vivisektion des Hundes

### Infiltration durch Schwedische Aktivistinnen
Die Seminare wurden ohne das Wissen der Professoren von zwei schwedischen Aktivistinnen unterwandert: Louise Lizzy Lind-af-Hageby, eine 24-jährige Gräfin, sowie Leisa K. Schartau besuchten um 1900 das Institut Pasteur in Paris und engagierten sich bereits dort gegen die Verwendung von Tieren für die Lehre. Nach ihrer Rückkehr nach Schweden knüpften sie Kontakte zur schwedischen Tierschutzliga und gründeten einen antivivisektionistischen Landesverband. 1902 immatrikulierten sie sich an der London School of Medicine für Frauen – ein vivisektionsfreies Institut mit Kontakten zu anderen Londoner Instituten – einerseits um sich medizinisch zu bilden, andererseits um die geplante Unterwanderung vorzubereiten.
Sie besuchten auch Seminare am King's und am University College und führten ein detailliertes Tagebuch, das sie 1903 unter dem Titel Augenzeugen veröffentlichten. Es trug erheblich zur Polarisierung des Themas bei und wurde in den vier Monaten nach dem Erscheinen etwa 200 mal rezensiert.

### Rolle des Antivivisektionistenverbandes
Die Autorinnen entschlossen sich, den Anwalt Stephen Coleridge von der NAVS, früher Lord Chief Justice of England and Wales, einzuschalten. Seiner Einschätzung nach hätten die Aussagen der Frauen, nach denen der Hund für insgesamt drei Experimente verwendet, von einem Studenten getötet und ferner Witze und Späße während der Vivisektionen getrieben wurden, nicht ausgereicht, um eine Verurteilung unter dem Cruelty to Animals Act durchzusetzen. Stattdessen hielt er im Mai 1903, St. James Hall, eine provokante Rede, in der er den Wissenschaftlern Schlamperei, Achtlosigkeit und Folter vorwarf, möglicherweise um so eine Verleumdungsklage zu provozieren, um das Thema dennoch vor Gericht und in die Öffentlichkeit zu bringen.
Ein Abdruck erschien unter anderem in den Daily News, aber auch in weiteren lokalen und überregionalen Medien.

### Bayliss vs. Coleridge

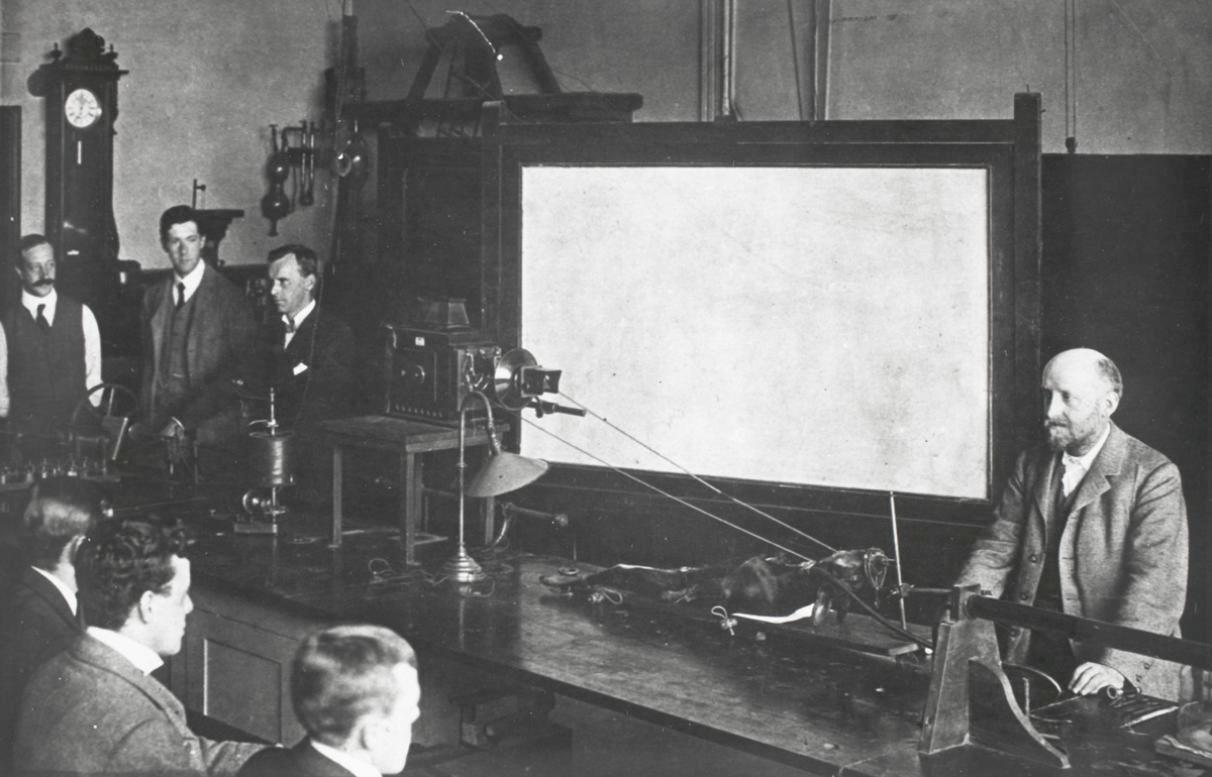
Rekonstruktion der Sektion, die dem Gericht während der Verhandlungen unterbreitet wurde. Bayliss in der Mitte, Starling und Dale am Rand.

Bayliss schaltete seinen Anwalt, Rufus Isaacs, ein und die Verleumdungsklage wurde am 11. November 1903 vor dem Royal Court of Justice öffentlich verhandelt. Im Prozess erklärte Stirling, er habe durch die mehrfache Nutzung des Hundes zwar gegen das Gesetz verstoßen, jedoch die Tötung von zwei weiteren Hunden vermieden. Zudem sei der Hund mit Morphin, Alkohol und Ether betäubt worden. Die Bewegungen seien Symptome der Chorea gewesen, an der der Hund gelitten habe, einer Krankheit, bei der unwillkürliche Spasmen auftreten. Da eine Tracheotomie vorgenommen wurde, könnten die Behauptungen der Frauen, der Hund habe gejault oder gewinselt, nicht zutreffen.
Die beiden Frauen sagten aus, sie seien vor den anderen Studenten im Operationssaal gewesen. Während sie etwa zwei Minuten mit dem Hund allein waren, hätten sie ihn untersucht und Narben von früheren Eingriffen sowie Einschnitte am Hals mit kleinen herausragenden Röhrchen beobachtet. Anästhetika hätten sie keine riechen können. Der Hund habe Bewegungen gemacht, die sie als „bewusst“ einstuften.
Das Gericht entschied, dass eine Verleumdung vorliege, und sprach Bayliss 2000 Pfund sowie 3000 Pfund Kosten zu. Dies entspricht heute etwa 250.000 Pfund (2004). Über die öffentliche Rezeption gibt es verschiedene Berichte. Das Edinburgh Medical Journal und die Times berichteten, das Urteil sei überwiegend positiv, fast euphorisch aufgenommen worden. Die Daily News bezeichnete es als Fehlurteil und richtete einen Fonds für Coleridges Kosten ein. Innerhalb weniger Monate kamen 5700 Pfund zusammen. Nach Gratzer werden Teile des Fonds, den Coleridge später stiftete, noch um 2009 genutzt, um Tiere aus Forschungseinrichtungen freizukaufen.
Ernest Bell von The Shambles of Science sowie weitere Medienvertreter, die Coleridges Rede abgedruckt hatten, entschuldigten sich bei Bayliss und zogen die entsprechende Ausgabe zurück. Die AVS druckten gegen Ende des Jahres 1913 die fünfte Auflage der Berichte der Studentinnen. Das Kapitel Fun („Spaß“), das neben der Vivisektion auch das als unbekümmert empfundene Verhalten der Kommilitonen schilderte, wurde deskriptiver gehalten und in Die Vivisektion des braunen Hundes umbenannt.

## Gedenken an den Brown Dog
Nach der Verhandlung wurde durch Anna Louisa Woodward die Idee eines öffentlichen Gedenkens angeregt. Sie stiftete gemeinsam mit dem Bildhauer Joseph Whitehead eine bronzene Statue auf einem 2,30 m hohen Granitsockel, in den eine Tränke für Menschen und eine weitere für Tiere eingebaut war.
Für die Statue war das Arbeiterviertel Battersea vorgesehen, wo viele Einrichtungen die Antivivisektionistenbewegung unterstützten. Es bestanden Überschneidungen zwischen der Tierrechtsbewegung, der Arbeiterbewegung sowie der Bewegung der Suffragetten, die für das Frauenwahlrecht kämpften. Der Autor Matthias Rude schreibt, die Antivivisektionsbewegung sei "mit der feministischen Bewegung der Zeit derart verknüpft, dass die Medizinstudenten des University College, die ab 1906 gegen die Aufstellung des Denkmals protestieren, die Antivivisektions- und Frauenwahlrechtsbewegung gleichsetzen: Sie stören zahlreiche Veranstaltungen letzterer, um gegen erstere vorzugehen. Medizinstudenten versuchen immer wieder, das Denkmal zu zerstören, stoßen dabei aber auf den vehementen Widerstand der Vivisektionsgegner sowie der Bevölkerung des Arbeiterviertels, die in dem Hund offenbar ein Symbol für ihre eigene Unterdrückung sieht."
Das Battersea General Hospital weigerte sich, Lebendversuche an Tieren durchzuführen oder Ärzte anzustellen, die in entsprechenden Forschungseinrichtungen tätig waren. Unter den Menschen nannte man es auch das antiviv oder the old anti. Auch das Hundeheim von Battersea war dafür bekannt, entsprechende Praktiken, als nicht nur schrecklich, sondern absurd abzulehnen.
Der Bezirksrat erklärte sich einverstanden, einen Raum auf dem neu eröffneten Latchmere Estate bereitzustellen, ein Viertel, das als billiger Wohnraum für Arbeiter galt. Am 15. September 1906 wurde die Skulptur vor großem Publikum und von Reden durch Bernhard Shaw sowie Charlotte Despard begleitet eingeweiht. Die Inschrift löste zum Teil heftige Reaktionen aus. So schrieb die New York Times von einer hysterischen Sprache, wie sie üblich für die Antivivisektionisten sei und eine[r] Beleidigung der gesamten Wissenschaft.

„Im Gedenken an den braunen Terrier, der im Februar 1903 in den Laboren des University College of London zu Tode gebracht wurde, nachdem er zwei Monate der Vivisektion erdulden musste und von einem Vivisektor zum nächsten gereicht wurde, bis der Tod ihn erlöste. Auch im Angedenken an die 232 Hunde, die am selben Ort im Jahre 1902 lebendig seziert wurden. Männer und Frauen von England, wie lange sollen diese Dinge fortbestehen?“

### Unruhen
Während das Institut im ersten Jahr nach der Errichtung rechtliche Schritte prüfte, eskalierte die Situation allmählich, da dieser Weg sich verlief. Ab November 1907 gab es regelmäßige Proteste von Medizinstudenten. Am 20. November marschierten eine Gruppe Studenten, angeführt von William Howard Lister, mit Brechstangen und Vorschlaghämmern gegen die Statue. Es kam zu zehn Festnahmen. Am folgenden Tag protestierten weitere gegen die Strafen, die verhängt worden waren. Eine weitere Hundertschaft an Demonstranten marschierte am 25. November.
Am 10. Dezember 1907 fand ein Rugbyspiel zwischen den Teams von Oxford und Cambridge in West Kensington statt. Unter dem zahlreichen studentischen Publikum erhofften sich die Antidoggers, Mitstreiter rekrutieren zu können. Ein studentischer Mob versuchte auf verschiedenen Wegen, die Statue zu erreichen, wurde aber von einem Arbeitermob zurückgedrängt. Am Trafalgar Square stießen an diesem Tag etwa 1000 Studenten auf 300 Arbeiter und 400 Polizisten.
Am 16. Dezember wurde von einigen hundert Studenten ein Suffragettenkongress gesprengt.
Im House of Commons wurde die Frage nach der Verhältnismäßigkeit der der Öffentlichkeit entstehenden Kosten, die sich in der betreffenden Rechnungsperiode auf 700 Pfund beliefen, gestellt. John Archer, erster Afroamerikaner in einem öffentlichen Amt und später Bürgermeister von Battersea, erwirkte, dass die Frage sich verlief. Auf den Vorschlag, Antivivisektionistenverbände sollten entstehende Kosten tragen, reagierte die Canine Defence League mit der Drohung, die Londoner Institute müssten für entstehende Kosten infolge von Vandalismus, der damals noch kaum praktiziert wurde, an ihren Instituten aufkommen.
Susan McHugh von der University of New England sah in den Vorfällen um die Brown Dog riots eine Analogie zwischen den verschiedenen Befreiungsbewegungen, die in die (weiße, männliche, bürgerliche und speziesistische) Gewalt gegen den Hund ein Symbol für ihre eigene Unfreiheit projizierten.
Im November 1910 wurde ein neuer konservativer Bezirksrat gewählt. Die Frage nach der Zeitgemäßheit der Statue und andere Vorwände wurden wieder diskutiert. Ein Unterstützungskomitee für die Statue wurde von 500 Einzelpersonen gegründet. Der Stadtrat brachte eine Petition gegen die Statue von 20.000 Unterzeichnern vor. Eine 1.500 Personen starke Demonstration unter Charlotte Despard und Louise Lind-af-Hageby folgte im Februar 1910. Vier Stadtratsabgeordnete entfernten unter einer Polizeibegleitung von 120 Mann die Statue in der Nacht vom 10. zum 11. März. Zehn Tage darauf versammelten sich 3.000 Antivivisektionisten, die der Stadtrat ignorierte.

## Wiedererrichtung der Statue
Hinter dem Pumphaus des Battersea Park stifteten die National Antivivisection Society und die Britische Union zur Abschaffung der Vivisektion am 12. Dezember 1985 eine neue Statue, die von Geraldine James präsentiert wurde. Die Künstlerin Nicola Hicks konzipierte die Statue.

„Diese Statue ersetzt das alte Denkmal, das 1906 am Latchmere Recreation Ground öffentlich gestiftet wurde. Die Leiden des Hundes führten zu ausufernden Protesten und Massendemonstrationen. Es steht für die Ablehnung der Vivisektion und Tierversuche durch das Londoner Volk. Dieses neue Monument ist dem fortlaufendem Kampf gewidmet, diese Praktiken zu beenden. In Folge einer heftigen Kontroverse wurde das alte am 10. März entfernt. Die Entscheidung traf der neue Stadtrat, nachdem der vorgehende Stadtrat die Errichtung unterstützte. Tierversuche stellen einen wesentlichen ethischen Streitpunkt in unserer Zeit dar und sollten in einer zivilisierten Gesellschaft keinen Platz haben. 1903 litten und starben 19.084 Tiere in britischen Laboren. 1984 wurden 3.497.355 Tiere verbrannt, geblendet, verstrahlt, vergiftet und zahllosen weiteren schreckenerregend grausamen Experimenten in Großbritannien unterworfen.“

Mason monierte, die Statue sei ein gefallsüchtiger Kontrast zu seinem bodenständigen Vorgänger.
Hilda Kean kritisierte die neue Statue. Der alte Browndog sei aufrecht und trotzig gewesen, bettelte nicht um Gnade und verkörperte eine politische Forderung. Der neue Browndog gleiche eher dem Haustier seines Schöpfers. Er stelle keine Sachverhalte heraus, sondern verstecke sich. Im Gegensatz zu seinem Vorfahren werde dieser Hund niemanden verunsichern.
Der Brown Dog war 2021 Vorbild für die 'Hamburger Stadtmusikanten' (Mahnmal Tierversuche). 

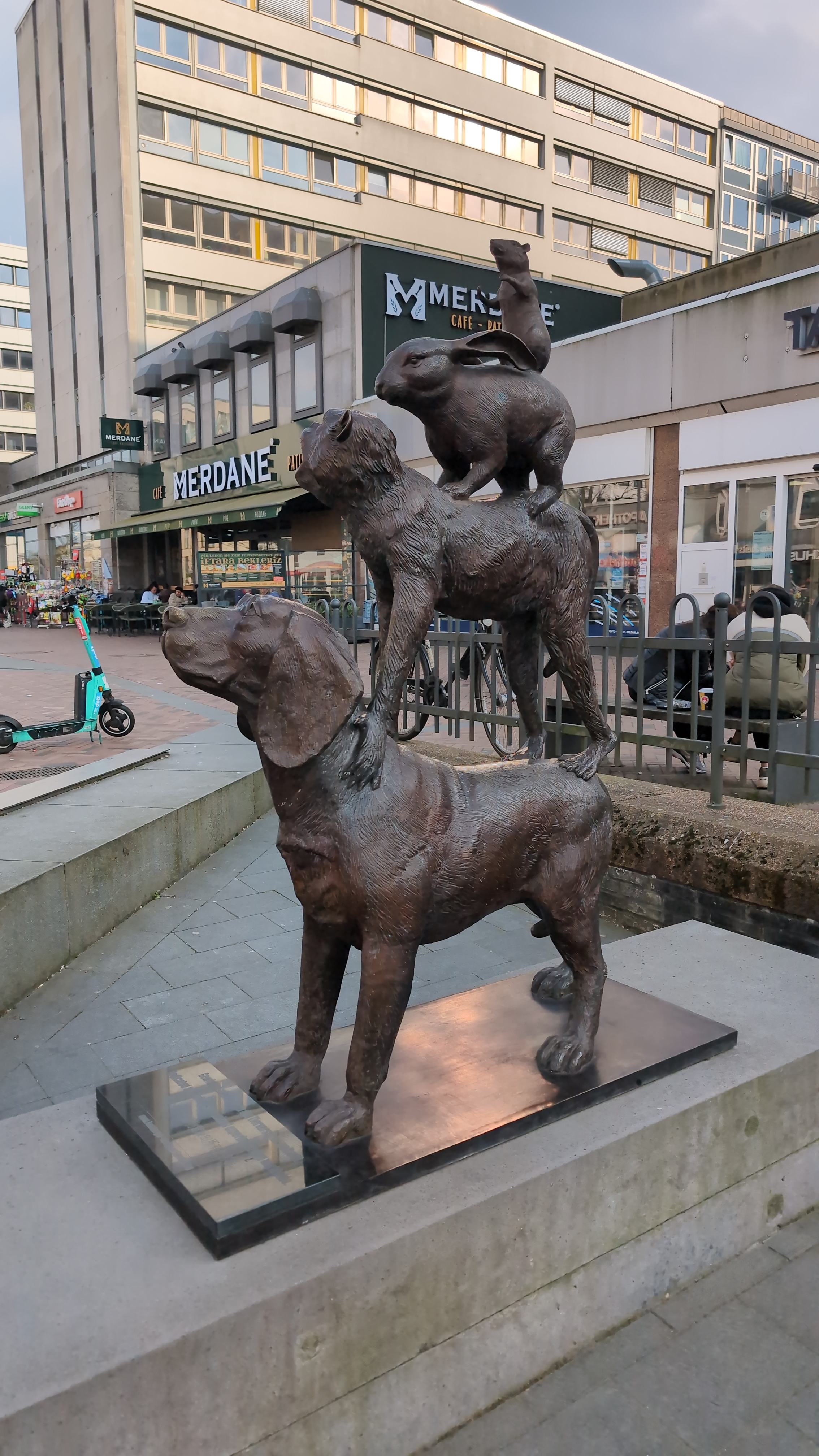
Hamburger Stadtmusikanten 2021 (Mahnmal Tierversuche) Standort in Hamburg Altona seit 2023

## Verweise
|                          | Historisches | Modernes |
| ------------------------ | --- | --- |
| Medizinisches            | - "Exit the 'Brown Dog'", Daily Graphic, 11. März 1910. - "Battersea Loses Famous Dog Statue", The New York Times, 13. März 1910. - Bayliss, William & Starling, Ernest. "The mechanism of pancreatic secretion", The Journal of Physiology, 1902, 12;28(5):325–353. PMID 16992627 - Principles of General Physiology. London: Longmans, 1924. - Ernst, Harold C. Journal of Social Science, Proceedings of the American Association, XLII, September 1904. - The Edinburgh Medical Journal, XV, 1904, S. 6.                                         | - Bayliss, Leonard (Sohn von William Bayliss). The ‚Brown Dog‘ Affair in Potential, the UCL Physiology magazine, Spring 1957, No. 2, S. 11–22. - Henderson, John. "Ernest Starling and 'Hormones': An historical commentary" (PDF; 131 kB), Journal of Endocrinology, (2005) 184, 5–10. PMID 15642778 - Biscoe, Tim. The Bayliss-Starling Prize Lecture, Physiology News, No. 65, Winter 2006, p. 40. - Priddey, Helen. "Sir William Bayliss, 1860–1924", The Bugle 2003, Dokumentation bei der Wolverhampton-University-Gesellschaft für regionale Geschichte |
| Vivisektions- kritisches | - Lee, Frederic S. of Columbia University, Miss Lind and her views, Brief an den Verleger, The New York Times, 3. Februar 1909. - Lind-af-Hageby, Louise & Schartau, Leisa K. The Shambles of Science: Extracts from the Diary of Two Students of Physiology, 1903. Erstveröffentlichung als Eye-Witnesses, 1903, ISBN 1-152-41333-4. - Ford, Edward K. The Brown Dog and his Memorial. London: Miss Lind-af-Hageby's Anti-Vivisection Council, 1908. Ein Pamphlet, das Details der Statue sowie Antivivisektionistische Protestkultur dokumentiert. | - Galloway, John. Review of Peter Mason's The Brown Dog Affair in Nature. 394, 635–636, 13. August 1998. - Greek, C. Ray & Swingle Greek, Jean. Sacred Cows and Golden Geese: The Human Cost of Experiments on Animals. Continuum, 2002, ISBN 0-8264-1226-2. - Lansbury, Coral. The Old Brown Dog: Women, Workers, and Vivisection in Edwardian England. 1985, ISBN 0-299-10250-5. - Kalechofsky, Roberta. Autobiography of a Revolutionary: Essays on Animal and Human Rights. Micah Publications, 1991. - Croce, Pietro. Vivisection or Science: An investigation into testing drugs and safeguarding health. Zed Books, 1999, ISBN 1-85649-733-X. - Hamilton, Susan. Animal Welfare & Anti-vivisection 1870–1910: Nineteenth Century Woman's Mission, ISBN 0-415-32141-7. - Gratzer, Walter. Eurekas and Euphorias: The Oxford Book of Scientific Anecdotes. Oxford University Press, 2004, ISBN 0-19-280403-0. - Jones, Steve. "View from the lab: Why a brown dog and its descendants did not die in vain", The Daily Telegraph, 12. November 2003. - Kean, Hilda. "An Exploration of the Sculptures of Greyfriars Bobby, Edinburgh, Scotland, and the Brown Dog, Battersea, South London, England", Society and Animals, Volume 1, Number 4, Dezember 2003, Seiten 353–373. - Animal Rights: Political and Social Change in Britain since 1800. Reaktion Books, 1998, ISBN 1-86189-014-1. - The 'Smooth Cool Men of Science': The Feminist and Socialist Response to Vivisection, History Workshop Journal, 1995; 40: 16–38. - Mann, Keith. From Dusk 'til Dawn: An insider's view of the growth of the Animal Liberation Movement. Puppy Pincher Press, 2007, ISBN 0-9555850-0-7. - McHugh, Susan. Dog. Reaktion Books, 2004, ISBN 1-86189-203-9. - Phelps, Norm. The Longest Struggle: Animal Advocacy from Pythagoras to Peta. Lantern, 2007, ISBN 1-59056-106-6. - Preece, Rod. Awe for the Tiger, Love for the Lamb: A Chronicle of Sensibility to Animals. Routledge, 2002, ISBN 0-415-94363-9. - Ryder, Richard D. Animal Revolution: Changing Attitudes Towards Speciesism. Berg Publishers, 2000, ISBN 1-85973-330-1. |

Trivia
- Coult, Tony arrangierte ein Radiohörspiel, The Strange Affair of the Brown Dog, auf der Basis von Peter Masons Buch The Brown Dog Affair. Mit Maggie Steed, Louisa Woodward, Turan Ali und Nerys Hughes wurde es zuerst 1998 gesendet.